# Battigny
Battigny é uma comuna francesa na região administrativa de Grande Leste, no departamento de Meurthe-et-Moselle. Estende-se por uma área de 6,41 km². Em 2010 a comuna tinha 149 habitantes (densidade: 23,2 hab./km²).